# Clarinet and Co.
| Recensione | Giudizio |
| ---------- | -------- |
| AllMusic   | [ 1 ]    |

Clarinet and Co. è un album discografico di Aaron Sachs, pubblicato dall'etichetta discografica Rama Records nel 1957.
L'album fu ripubblicato (senza bonus) su CD nel 1990 dall'etichetta discografica spagnola Fresh Sound Records (FSR - CD 113).

## Tracce
Lato A
1. Rondo Blues – 4:40 (Phil Sunkel) – Registrato il 18 e 21 febbraio 1957 a New York
2. Gorme Has Her Day – 3:06 (Aaron Sachs) – Registrato il 4 marzo 1957 a New York
3. Just Sick Blues – 2:40 (Bill Ver Planck) – Registrato il 18 e 21 febbraio 1957 a New York
4. I Can't Believe – 2:57 (Aaron Sachs) – Registrato il 4 marzo 1957 a New York
5. Blue Sophisticate – 3:58 (Benny Golson) – Registrato il 18 e 21 febbraio 1957 a New York
6. Conversation – 2:36 (Aaron Sachs) – Registrato il 18 e 21 febbraio 1957 a New York

Lato B
1. Mona's Kimono – 4:03 (Nat Pierce) – Registrato il 18 e 21 febbraio 1957 a New York
2. Hall's Loft – 2:45 (Aaron Sachs) – Registrato il 4 marzo 1957 a New York
3. Countryfield – 3:45 (Phil Sunkel) – Registrato il 18 e 21 febbraio 1957 a New York
4. Nancy – 3:13 (Phil Silvers, Frank Sinatra) – Registrato il 4 marzo 1957 a New York
5. Wiggins – 3:25 (Bill Ver Planck) – Registrato il 18 e 21 febbraio 1957 a New York

## Musicisti
Rondo Blues / Just Sick Blues / Blue Sophisticate / Conversation / Mona's Kimono / Countryfield / Wiggins

Aaron Sachs Octet
- Aaron Sachs - clarinetto, sassofono tenore
- Gene Allen - sassofono baritono
- Phil Sunkel - tromba
- Bernie Glow - tromba
- Frank Rehak - trombone
- Nat Pierce - pianoforte
- Aaron Bell - contrabbasso
- Osie Johnson - batteria

Gorme Has Her Day / I Can't Believe / Hall's Loft / Nancy

Aaron Sachs Quintet
- Aaron Sachs - clarinetto, sassofono tenore
- Jimmy Raney - chitarra
- Hall Overtone - pianoforte
- Aaron Bell - contrabbasso
- Osie Johnson - batteria

Note aggiuntive
- Aaron Sachs - arrangiamenti (brani: Gorme Has Her Day / I Can't Believe / Conversation / Hall's Loft)
- Phil Sunkel - arrangiamenti (brani: Rondo Blues e Countryfield)
- Bill Ver Planck - arrangiamenti (brani: Just Sick Blues e Wiggins)
- Benny Golson - arrangiamenti (brano: Blue Sophisticate)
- Nat Pierce - arrangiamenti (brano: Mona's Kimono)
- Joe Guercio - supervisore delle registrazioni
- Vernon Smith - fotografie[3]